# Valentibulla thurmanae
Valentibulla thurmanae är en tvåvingeart som beskrevs av Foote och Blanc 1959. Valentibulla thurmanae ingår i släktet Valentibulla och familjen borrflugor. Inga underarter finns listade i Catalogue of Life.